# Alvvays
Alvvays est un groupe de rock indépendant canadien, originaire de Toronto, en Ontario. Le groupe est composé de Molly Rankin au chant et à la guitare, Kerri MacLellan au clavier, Alec O'Hanley à la guitare, Brian Murphy à la basse et Sheridan Riley à la batterie.

## Biographie

### Création et débuts (2011–2015)

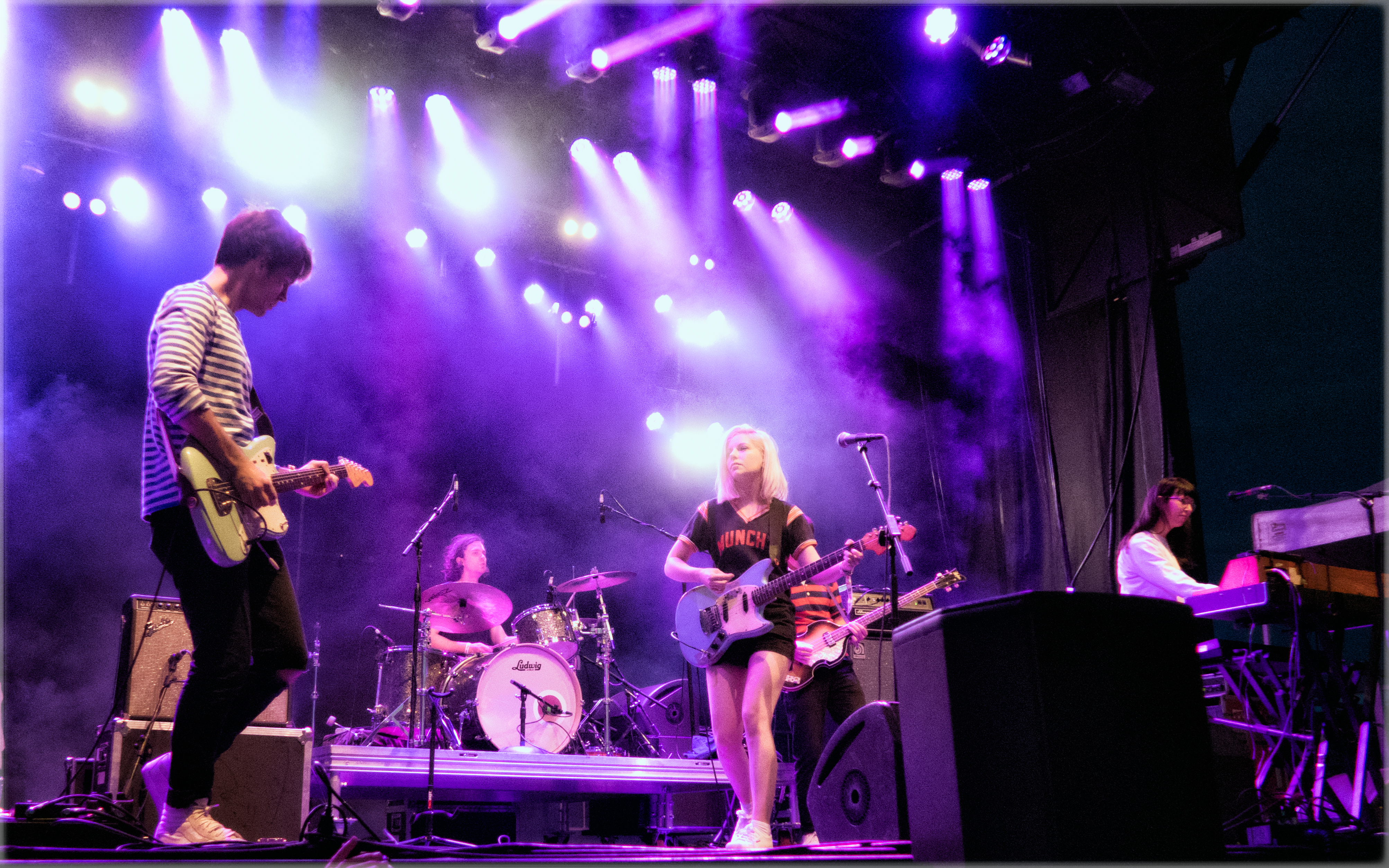
Alvvays au Sasquatch! Music Festival en 2015.

Alvvays est formé à Toronto. Molly Rankin, chanteuse-compositrice du groupe, est la fille de John Morris Rankin, un fiddler du collectif familial de folk celtique the Rankin Family, qui a joui du succès international dans les années 1990,. Rankin a grandi en écoutant de la musique avec sa voisine Kerri MacLellan. Elle fait plus tard la rencontre du guitariste Alec O'Hanley à un concert pendant son adolescence. Avec l'aide de O'Hanley, Rankin publie silencieusement un EP solo intitulé She en 2010. Alvvays est formé l'année suivante, avec Rankin qui recrutera MacLellan, O'Hanley, le batteur Phil MacIssac et le bassiste Brian Murphy. Le groupe ayant grandi dans les îles voisines — Rankin et MacLellan au Cap-Breton et O'Hanley, MacIsaac, et Murphy sir l'Île-du-Prince-Édouard — Rankin ajoute qu'il « émerge des îles les plus obscures de la côte Est. » Elle choisit le nom de Alvvays qui, pour elle, « est à mi-chemin entre le sentiment et la nostalgie. » L'épellation du nom vient du fait qu'il existait déjà un autre groupe appelé Always signé chez Sony.
Ils effectuent souvent de longs trajets du Cap-Breton et de Île-du-Prince-Édouard à Toronto, où ils emménageront finalement et trouveront des jobs pour aider aux tournées. Le groupe tourne intensément avec d'autres comme Peter Bjorn and John et The Decemberists. Leur premier album est enregistré à Calgary avec Chad VanGaalen en mars 2013 ; Graham Walsh enregistre l'album, et John Agnello le mixe. Après que tout soit achevé, le groupe fait des copies cassettes pour les agents de booking de festival et pour le public. Le groupe est signé à Polyvinyl Records grâce à leur performance au festival SXSW et à leur démo du single Adult Diversion qui a tourné sur Internet. Alvvays est publié par Royal Mountain Records (Canada), Polyvinyl Records (US), et Transgressive Records (Europe) en juillet 2014. Simon Vozick-Levinson, rédacteur au magazine Rolling Stone, qualifie cet album éponyme de « merveille indie-pop ». Alvvays se classe premier des US College Charts le 5 août 2014. Archie, Marry Me devient un petit succès. Le single pour Archie, Marry Me comprend la face-B Underneath Us qui est enregistré quelque part après l'album éponyme.
Le groupe tourne en soutien à leur premier album, notamment au Glastonbury 2015 et au Coachella Valley Music and Arts Festival en 2016. En plus de l'album, Alvvays reprend souvent des morceaux d'artistes comme Kirsty MacColl (He's on the Beach), Camera Obscura (Lloyd, I'm Ready to be Heartbroken), The Hummingbirds (Alimony), et Deerhunter (Nosebleed).

### Antisocialites(depuis 2016)
Alvvays écrit et enregistre sporadiquement son deuxième album depuis 2015. Quelques nouvelles chansons sont jouées entre 2014 et 2015 ; Your Type (souvent en ouverture de concert), New Haircut (plus tard rebaptisée Saved By a Waif), Hey et 2016 voit l'ajout Not My Baby, et Dreams à la liste des nouvelles chansons.
Après avoir rajouté d'autres chansons comme Plimsoll Punks au printemps 2017, Alvvays publie un clip teaser du morceau In Undertow de leur album à venir, Antisocialites. D'autres nouveaux morceaux comprennent Already Gone, Forget About Life, In Undertow, Lollipop (Ode to Jim) et Saved by a Waif. L'album est publié le 8 septembre 2017. Une tournée nord-américaine et européenne suivt en automne et le batteur Sheridan Riley se joint au groupe à cette occasion. Une deuxième tournée britannique est annoncée pour printemps 2018.

## Style musical et influences
Le style musical de Alvvays est décrit par la presse et ses membres, comme appartenant à la jangle pop. Selon Rankin, le groupe se consacre principalement aux mélodies, plutôt que sur un genre spécifique : « Si des anciens demandent, je leur répondrai que ça ressemble aux Cranberries. Si les jeunes demandent, j'appelle ça de la jangle pop. Si un punk demande, je dis que c'est de la pop. » Le groupe trouve quelques similitudes envers Best Coast et a été comparé à Camera Obscura. Rankin trouve son inspiration chez Stephen Merritt, chanteur du groupe the Magnetic Fields, pour la clairvoyance de ses paroles. Rankin s'inspire personnellement de Magnetic Fields, Teenage Fanclub, Dolly Mixture, the Smiths, Céline Dion, Pavement, the Primitives et Oasis,.

## Membres

### Membres actuels
- Molly Rankin – chant, guitare rythmique (depuis 2011)
- Kerri MacLellan – claviers (depuis 2011)
- Alec O'Hanley – guitare solo (depuis 2011)
- Abbey Blackwell – guitare basse (depuis 2021)
- Sheridan Riley – batterie (depuis 2017)[18]

### Anciens membres
- Phil MacIsaac – batterie (2011–2016)
- Brian Murphy – guitare basse (2011-2021)

## Discographie

### Albums studio
- 2014 : Alvvays
- 2017 : Antisocialites
- 2022 : Blue Rev

### Singles
- 2014 : Adult Diversion
- 2014 : Archie, Marry Me
- 2014 : Next of Kin
- 2014 : Party Police
- 2017 : In Undertow
- 2017 : Dreams Tonite
- 2017 : Plimsoll Punks
- 2022 : Pharmacist
- 2022 : Easy On Our Own?